# ایدنبرگ (پنسیلوانیا)
ایدنبرگ (به انگلیسی: Edenburg) یک منطقهٔ مسکونی در ایالات متحده آمریکا است که در شهرستان برکس، پنسیلوانیا واقع شده است. ایدنبرگ ۶۸۱ نفر جمعیت دارد.